# NGC 6242
NGC 6242 (другие обозначения — OCL 1001, ESO 332-SC10) — рассеянное скопление в созвездии Скорпион.
Этот объект входит в число перечисленных в оригинальной редакции «Нового общего каталога».